# Bill Roberts
William Opal Roberts surnommé Bill Roberts est un animateur et réalisateur américain né le 2 août 1899 dans le Kentucky (États-Unis) et décédé le 18 mars 1974 à Tulare County, Californie (États-Unis) ayant travaillé aux studios Disney.

## Biographie
Il rejoint le studio Disney en 1932, après avoir été illustrateur dans un magazine à New York. Sa première contribution est Bugs in Love en 1932, en tant qu'animateur. 
Il devient par la suite réalisateur et dirige notamment la séquence Le Sacre du printemps dans Fantasia en 1940.

## Filmographie

### comme animateur
- 1932 : Bugs in Love
- 1935 : Le Jour du jugement de Pluto
- 1936 : Les Alpinistes
- 1936 : Donald et Pluto
- 1937 : Nettoyeurs de pendules
- 1937 : Blanche-Neige et les Sept Nains

### comme réalisateur
- 1938 : Le Perroquet de Mickey
- 1938 : Le Brave Petit Tailleur
- 1939 : Mickey à l'exposition canine
- 1940 : Fantasia séquence Le Sacre du printemps
- 1940 : Pinocchio (générique)
- 1941 : Dumbo (générique)
- 1942 : Bambi (générique)
- 1942 : Saludos Amigos (générique)
- 1943 : The Grain That Built A Hemisphere
- 1943 : Reason and Emotion
- 1943 : The Winged Scourge
- 1944 : Les Trois Caballeros (générique)
- 1947 : Coquin de printemps séquence Mickey and the Beanstalk
- 1955 : Lake Titicaca
- 1955 : Adventures of Mickey Mouse (épisode télé)
- 1962 : Man Is His Own Worst Enemy  (épisode télé)
- 1963 : The Truth About Mother Goose (épisode télé)